# Jakob Friedrich von Rohd
Jakob Friedrich Rohd, seit 1736 von Rohd, auch von Rohde, (* 1703 in Königsberg; † 22. Mai 1784 ebd.) war ein preußischer Minister.

## Leben

### Herkunft und Familie

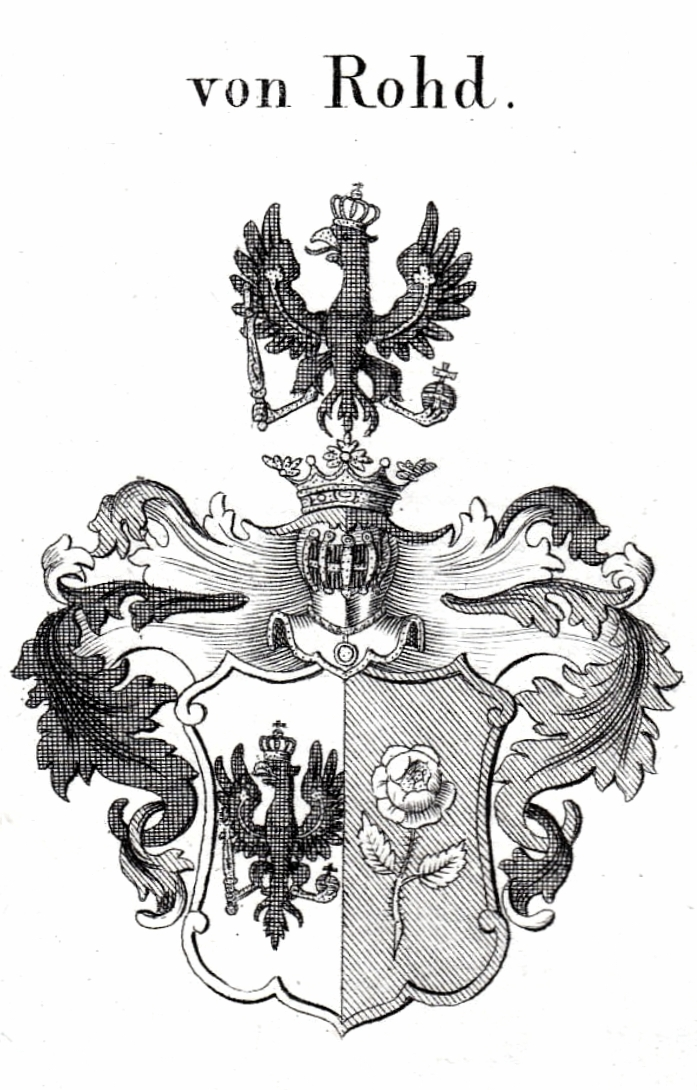
Das mit dem Adelsdiplom verliehene Wappen von Rohd

Jakob Friedrich war nach den Aufzeichnungen des Grafen Ernst Ahasverus Heinrich von Lehndorff der Sohn eines Bierbrauers, weshalb sich der hohe Adel entrüstet gezeigt habe, als der König ihm späterhin die hohe Auszeichnung mit dem Titel eines Oberburggrafen im Königreich Preußen zuteilwerden ließ. Weiters stand er in einem verwandtschaftlichen Verhältnis zum Philosophen, Gymnasial- schließlich Hochschullehrer an der Albertus-Universität Königsberg Johann Jacob Rohde (1690–1727). Er wurde am 28. Januar 1736 in den preußischen Adelsstand erhoben. Er vermählte sich 1756 mit Charlotte Wilhelmine von Wallenrodt (1736–1759), die 23-jährig drei Tage nach der Entbindung eines Sohnes in Wolfenbüttel verstarb. Sie war die Tochter des preußischen Kriegsministers und Obermarschalls, Johann Ernst von Wallenrodt und der Concordia Renata geb. von Bömeln († 1736), einer Tochter des Danziger Bürgermeisters Gabriel von Bömeln. Aus der Ehe ging Charlotte Henriette Sophie von Rohd (1756–1829) als einzige Tochter hervor. Sie vermählte sich 1781 mit dem preußischen Generalfeldmarschall Friedrich Adolf von Kalckreuth (1737–1818).
Der preußische Etatsminister und Oberburgraf von Rohd stiftete 1781 ein Kapital von 6.000 Reichstalern für das Rohdianum, wovon jährlich mit 100 Reichstalern die Rektoren der Akademie und mit 60 der älteste Professor der Beredsamkeit profitierten, sowie auf vier Jahre jährlich mit 100 Talern ein Student der Philosophie und der Rechte. Ebenfalls begründete er 1781 das von Rohd'sche Stift in der Vorstadt Königsbergs, das nach seinem Tode 1784 seine Arbeit aufnahm: es gab vier unschuldig verarmten Witwen, je zwei adligen und je zwei bürgerlichen Standes, ein Zuhause und jährlich je 200 Reichstaler Bargeld.

### Werdegang
Rohd wurde zum Sommersemester 1717 an der Königsberger Universität immatrikuliert, wo er wohl auch die Bekanntschaft mit Johann Christoph Gottsched machte. 1727 war er Hofgerichtsrat in Königsberg, ab Ende 1736 Kreisdirektorialrat sowie Minister im Niederrheinisch-Westfälischen Kreis als auch Resident in Kurköln. Der damals 29-jährige König Friedrich II. ließ Jakob Friedrich von Rohd 1741 einen Schläger anheuern, der den 44 Jahre alten Herausgeber der weit verbreiteten, katholisch ausgerichteten Gazette de Cologne, die regelmäßig österreichische Erfolge überhöht darstellte und preußische Siege im Ersten Schlesischen Krieg unterschlug, Jean Ignace Roderique, auf offener Straße zusammenschlug. Ihm widmete der König in seinem Zorn sogar ein Schmähgedicht in französischer Sprache. 1746 avancierte Rohd zum Geheimen Legationsrat und war von 1747 bis 1753 preußischer Gesandter am schwedischen Hof in Stockholm. Am 13. August 1753 wurde er Wirklicher Geheimer Rat, Etatsminister und Mitglied der preußischen Regierung. Er war ebenfalls Präsident des Pupillenkollegiums und Oberburggraf. Er stieg 1762 zum Tribunalspräsidenten auf und war von 1763 bis 1772 Gesandter am kaiserlichen Hof in Wien. Während dieser Zeit stellte er seinen Verwandten und Patensohn Friedrich Ernst Jester als Sekretär in der dortigen Gesandtschaft an. In Rohds Abwesenheit von Königsberg wurde er von Fabian Abraham von Braxein im Amt des Oberburggrafen, des Präsidiums des Ostpreußischen Tribunals wie der Aufsicht über die Königsberger Universität vertreten, und zwar von 1763 bis 1768. Außer dem Titel eines Geheimen Staatsministers hatte Rohd auch den eines Kriegsministers inne.
Rohd war Erbherr auf den preußischen Gütern Schrombehnen, Klein Laut und Bögen sowie Spandienen bei Königsberg.
Der preußische Diplomat Dodo Heinrich Freiherr zu Innhausen und Knyphausen (1729–1789) begann seine diplomatische Laufbahn als Sekretär bei Rohd in dessen Stockholmer Zeit. Rohd hatte gemeinsam mit General Joachim Friedrich von Stutterheim im September 1772 wesentlichen Anteil an der geordneten Übernahme Königlich Preußens in den Preußischen Staat. Sein Amtsnachfolger als Etatsminister und Oberburggraf wurde Ernst Friedrich Graf Finck von Finckenstein zu Schönberg (1698–1753).
Immanuel Kant gehörte zu dem Kreis von Rohds Bekannten, die zuweilen bei ihm aßen. Späterhin verfasste der Philosoph einen Teil seines Spätwerks auf der Einladung von 1801 zur akademischen Totenfeier für den preußischen Staatsminister und Oberburggrafen von Rohd.